# Llanto por Cristo muerto, o La Piedad (El Sodoma)
Llanto por Cristo muerto (o la Piedad) es un cuadro del pintor italiano Giovanni Antonio Bazzi, más conocido como El Sodoma realizado en óleo sobre tabla, y trasladado posteriormente a un lienzo. Mide 87 cm de alto por 111.5 cm de ancho, se presume que fue pintado en el año 1533, pertenece a la colección del Museo Soumaya de la Ciudad de México. 

## Contexto
La obra describe un pasaje evangélico, el cual es recurrente en el arte cristiano, sobre todo en pintura religiosa lamentación sobre Cristo muerto el cual junto con su entierro son simbólicos como el fin de la Pasión de Cristo.

## Descripción
Se puede observar el cuerpo inerte de Cristo, rodeado de María (madre de Jesús); Juan, el evangelista; Nicodemo; María Magdalena; María Salomás y María Cleofás, llorando al descender de la cruz.
La larga exposición de esta obra en la capilla de San Domenico y la naturaleza de la madera, provocaron que la tabla se rajara y craquelara. A fines del siglo XIX se trasladó la capa pictórica a una tela, y el soporte original se adosó como testigo en el reverso de la pintura.

## Estilo
El Sodoma aprendió el estilo de la Escuela lombarda gracias a su primer maestro Martino Spanzotti, aunque también es posible que haya sido alumno, por un corto tiempo, de Leonardo da Vinci.